# .222 Remington
El .222 Remington, también conocido como Deuce Triple, es un cartucho de rifle introducido en 1950 en los Estados Unidos. El Remington .222 fue un diseño completamente nuevo y no derivó de ningún cartucho previamente existente.

## El cartucho
El Remington .222 es muy popular en Europa, donde se le conoce como 5,5× 43. Sako fue uno de los primeros fabricantes europeos de introducir el .222 Remington, y los cazadores alemanes y austriacos rápidamente adoptaron este tipo de cartuchos para la caza de animales de pequeño y mediano tamaño, desde alimañas hasta corzos.